# Echinorhinus
Il genere di squali Echinorhinus Blainville, 1816 è l'unico della famiglia Echinorhinidae Gill, 1862. Appartiene all'ordine Echinorhiniformes. Entrambe le specie del genere sono rare e poco conosciute. 
Fino al 2021 erano nell’ordine Squaliformes, poi sono state inserite in un ordine nuovo.

## Etimologia
Il nome deriva dal greco echinos (riccio di mare) + rhinos (naso).

## Areale e habitat
Si trovano in tutto il mondo dalle acque temperate fredde a quelle tropicali a profondità registrate comprese tra 11 e 900 metri.

## Aspetto
Le 2 specie del genere sono caratterizzate da una protubertanza simile ad un naso sul muso, dentelli dermici molto appuntiti, assenza di pinna anale e presenza di due piccole pinne dorsali prive di spine, vicine tra loro e poste all'indietro rispetto alla pinna pelvica. La lunghezza totale è compresa tra i 3 ed i 4 metri.

## Riproduzione
Le specie sono ovovivipare e gli embrioni si nutrono del sacco vitellino, cioè la madre trattiene le uova in sé finché non si schiudono.

## Alimentazione
Si nutrono di una grande varietà di animali del fondale o costieri, tra cui altri squali, bottatrici, merluzzi, pesci piatti, pesci lucertola, aringhe, pesci elefante, granchi, polpi e calamari. Sembra che riescano a risucchiare la preda espandendo improvvisamente bocca e faringe dopo essersi avvicinati.

## Tassonomia
Al genere appartengono soltanto due specie:
- Echinorhinus brucus (Bonnaterre, 1788).
- Echinorhinus cookei (Pietschmann, 1928).